# Lara Davenport
Lara Shiree Davenport (Sydney, 22 dicembre 1983) è una nuotatrice australiana.

## Palmarès
- Olimpiadi

Pechino 2008: oro nella 4x200m sl.